# ウィル・スケルトン
ウィル・スケルトン（Will Skelton、1992年5月3日 - ）は、ニュージーランド出身のラグビーユニオン選手である。トップ14・スタッド・ロシュレに所属している。ポジションはロック(LO)。

## 経歴
2013年、ワラターズと契約しストーマーズ戦でスーパーラグビーデビューを果たした。
2014年、フランス代表戦でオーストラリア代表として初出場し、その試合でトライを挙げて勝利に貢献した。
2015年、ラグビーワールドカップのスコッドに選出されたが、怪我のため大会途中に離脱した。
2017年、短期契約でプレーしていたイングランド1部プレミアシップのサラセンズと2年契約を結んだ。
2020年、トップ14・ラ・ロシェルに加入。

## プレースタイル
203cm・140kgの巨体を活かしたパワーとフットワークを兼ね備えたダイナミックなボールキャリーが強みである。